# 南福克鎮區 (阿肯色州富爾頓縣)
南福克鎮區（英語：South Fork Township）是位於美國阿肯色州富爾頓縣的一個行政鎮區。

## 地方資料
南福克鎮區的面積為110.90平方千米，當中陸地面積為110.86平方千米，而水域面積為0.04平方千米。根據2010年美國人口普查的數據，當地共有人口485人，而人口密度為每平方千米4.37人。